# Лі Сяянь
Лі Сяянь (17 грудня 1989) — китайський плавець.
Учасник Олімпійських Ігор 2012 року, де в попередніх запливах на дистанції 100 метрів брасом посів 28-ме місце і не потрапив до півфіналів, а в естафета 4x100 метрів комплексом його збірна посіла 11-те місце і не потрапила до фіналу.